# GI-2630
La GI-2630  GI-2630  es una carretera provincial de Guipúzcoa (España). Une Villarreal de Urrechua con el cruce o rotonda de San Prudencio cruzando las localidades de Legazpia y Oñate. Sirve de única entrada a los barrios legazpianos de Telleriarte y Bríncola. Transcurre por el alto de Udana. Cruza Villarreal de Urrechua, Legazpia, Oñate y Vergara.
- Datos: Q5475513